# Stevninghus Spejdercenter
Stevninghus Spejdercenter er et 73 hektar stort spejdercenter som drives og ejes af Det Danske Spejderkorps (DDS) og ligger ved Hostrup Sø, nær Kliplev i Sønderjylland
På området ligger et antal hytter og huse som udlejes til spejdere, institutioner og erhvervslivet til bl.a. kurser, stævner og teambuilding. 
Den første del af området blev købt af de sønderjyske divisioner i 1966 og lagde jord til Ny Hedeby Lejren, DDS' korpslejr i 1969. Lejren er en lille samling vikingehuse og har siden været omdrejningspunktet for spejdercentret. I Ny Hedeby findes fem huse som er kopieret fra det originale Hedeby i Sydslesvig.
I 1980 blev der holdt en del af Spejd 80 som var en femdelt korpslejr. I 1989, 1994, 1999, 2004 og 2009 holdt DDS korpslejr, Blå Sommer på området.
Spejdercentret drives af frivillige fra Det Danske Spejderkorps. Foruden at danne grundlag for spejderorienterede aktiviteter, er der også et arkæologisk islæt, idet husene bygges og vedligeholdes med samtidige teknikker.
- Den lidt forfaldne vikingeby
- Harleyroad
- kanobro ved Hostrup Sø
- Indkørsel fra Holmvej
- Kontor